# Cham Gard
Cham Gard (persiska: چم گرد) är en ort i Iran.   Den ligger i provinsen Khorasan, i den nordöstra delen av landet, 700 km öster om huvudstaden Teheran. Cham Gard ligger 1 206 meter över havet och antalet invånare är 437.
Terrängen runt Cham Gard är platt åt sydväst, men åt nordost är den kuperad. Runt Cham Gard är det ganska glesbefolkat, med 38 invånare per kvadratkilometer. Närmaste större samhälle är Qezel Kand, 12,1 km söder om Cham Gard. Omgivningarna runt Cham Gard är i huvudsak ett öppet busklandskap.